# Lisa den Braber
Lisa den Braber (13 september 1992) is een Nederlands zwemmer.
Op elfjarige leeftijd ging ze zwemmen, en drie jaar later in 2006 zwom ze in het nationale team. In 2009 behaalde ze een gouden medaille op de 100 meter schoolslag op de Europese Kampioenschappen in Reykjavik en een bronzen plak op de 400 meter vrije slag.
Op de Paralympische Zomerspelen 2012 in Londen behaalde ze een bronzen medaille op de 100 meter schoolslag.
Ook tijdens de  Paralympische Zomerspelen 2016 in Rio de Janeiro veroverde ze een bronzen medaille op de 100 meter schoolslag.
Op tweejarige leeftijd kreeg ze meningococcensepsis waardoor ze beide onderbenen verloor.